# Pietro Mazzucchelli
Pietro Mazzucchelli (Milano, 22 luglio 1762 – Milano, 8 maggio 1829) è stato un filologo, bibliografo erudito e religioso italiano, prefetto della Biblioteca ambrosiana.

## Biografia
Nono di undici figli di Antonio Maria Gaetano e Anna Guenzati, nel 1785 fu ammesso come allievo della biblioteca Ambrosiana. Fu ordinato sacerdote il 23 settembre 1786 alla fine dei suoi studi al seminario. Nel 1787, il prefetto Baldassarre Oltrocchi lo propose per un posto di scrittore in lingue orientali, inglese, francese e tedesco, lingue in cui a questa data ha delle buone competenze.
La sua biografia che si trova alla biblioteca Ambrosiana non accenna ai suoi successivi dieci anni, ma si può supporre che abbia approfondito la sua conoscenza delle lingue e studiato i manoscritti che erano disponibili lì. Le note redatte lo testimoniano.
All'inizio del diciannovesimo secolo molte congregazioni furono chiuse, dando luogo all'immissione sul mercato di una grande quantità di libri e manoscritti. Mazzucchelli riuscì comunque a portare a termine l'acquisizione di libri che erano assenti dalle collezioni della biblioteca. La chiusura della biblioteca di Sant'Ambrogio dopo la partenza dei cistercensi, nel marzo del 1799, mise a rischio la sopravvivenza della biblioteca stessa, ma riuscì a portare nella biblioteca libri antichi rari e preziosi. Fu in grado di creare cataloghi, prendere appunti, annotarli e commentarli.
La collezione di Giorgio Teodoro Trivulzio (1728-1802) fu divisa tra i suoi due figli, Gerolamo e Gian Giacomo Trivulzio. Gian Giacomo IV Trivulzio (1774-1831) gli chiese di occuparsi della biblioteca e del museo della famiglia. Nel 1816, ha curato la divisione della proprietà tra Gian Giacomo e Cristina, che era diventata erede del padre Gerolamo dal 1812. La biblioteca fu divisa in due lotti uguali di 724 manoscritti ciascuno
Il suo studio sulla collezione Trivulzio è all'origine di due sue pubblicazioni:
- La bolla di Maria moglie d’Onorio imperatore che si conserva nel museo Trivulzio brevemente spiegata, 1819,
- Flavii Cresconii Corippi Iohannidos seu De bellis Libycis libri VII, nel 1820, codice poetico del VI secolo, che ha permesso di accrescere le conoscenze su alcuni avvenimenti militari in Afrida all'epoca di Giustiniano[3].

Nell'organizzazione della biblioteca ambrosiana, Pietro Mazzucchelli passò dall'incarico di scrittore al custode del catalogo la biblioteca nel 1804, poi fu nominato dottore della biblioteca nel 1810, proprefetto nel 1816 e infine prefetto, dopo la morte di Pietro Cighera nel 1823, fino a quando alla sua morte nel 1829.
Mazzucchelli morì sessantaseienne a Milano e fu sepolto al cimitero di Porta Vercellina, poi dismesso a fine Ottocento.
I suoi eredi cedettero alla biblioteca ambrosiana le pergamene e i manoscritti che possedeva. La sua collezione personale di quasi 2000 libri fu venduta a Parigi nel gennaio 1846.